# 1764 en philosophie
Chronologie de la philosophie
- 1760
- 1761
- 1762
- 1763
- 1764
- 1765
- 1766
- 1767
- 1768

L’année 1764 a été marquée, en philosophie, par les événements suivants :

## Publications
- Thomas Reid : Recherche sur l'entendement humain d'après les principes du sens commun.

- Jean-Jacques Rousseau :
  - Lettres écrites de la montagne,
  - Lettres sur la législation de la Corse.

- Antoine-Jacques Roustan : Offrande aux autels et à la patrie contenant Défense du christianisme ou réfutation du chapitre VIII du Contrat social. Examen historique des quatre beaux siècles de M. de Voltaire. Quels sont les moyens de tirer un peuple de sa corruption, M. M. Rey, 1764 (lire en ligne)